# Publius Cornelius Scipio Asina
Publius Cornelius Scipio Asina vom Zweig der Scipionen aus der Gens der Cornelier war ein römischer Politiker und Militär.
Publius Cornelius Scipio Asina war wahrscheinlich Sohn von Gnaeus Cornelius Scipio Asina. Im Jahr 221 v. Chr. bekleidete er zusammen mit Marcus Minucius Rufus das Konsulat. Als Konsul besiegte er die Histrier und unterwarf sie. 217 v. Chr. fungierte er als Interrex.